# Chernes cimicoides
Chernes cimicoides es una especie de arácnido  del orden Pseudoscorpionida de la familia Chernetidae.

## Distribución geográfica
Se encuentra en Europa, Guineay Kazajistán.